# 工業電腦

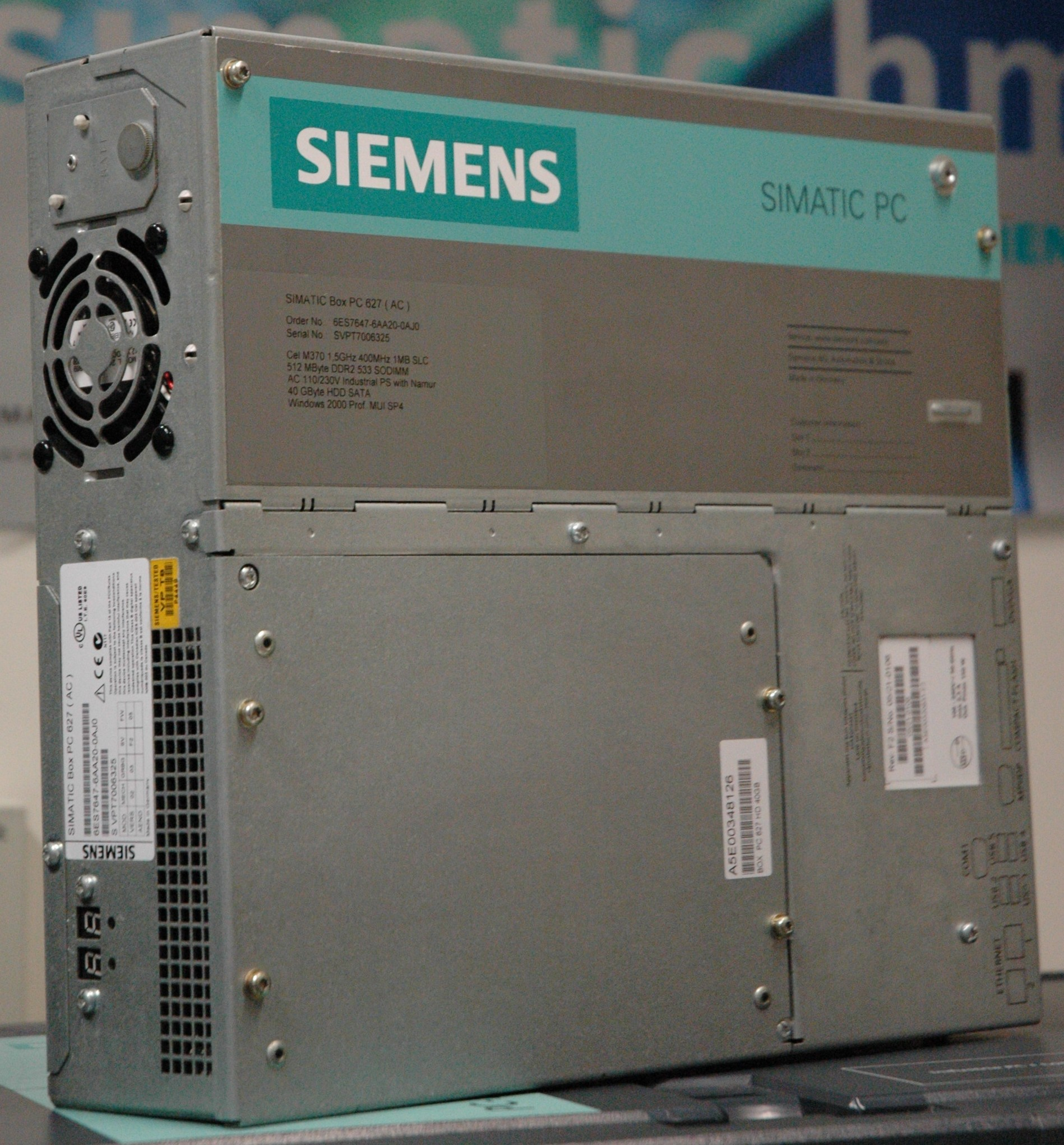
西门子工业电脑：SIMATIC PC

工業電腦（英語：Industrial PC），簡稱IPC，主要是指用在是專供工業界使用的個人電腦，可作為工業控制器使用。
工業電腦基本性能與相容性與同樣規格的商用個人電腦相差無幾，但是工業電腦更多的防護措施，注重的部份在不同環境下的穩定， 如飲料生產線控制、汽車生產線控制等等，在惡劣的環境下要求穩定，如防塵、防水、防靜電等。工業用電腦並不要求當前最高效能，只求達到符合系統的要求，需符合工業環境中的可靠性要求與穩定，否則用於生產線萬一遇到電腦當機，則可能造成嚴重損失，因此工業用電腦所要求的標準值都有要求符合嚴格的規範與擴充性。
80年代初期，美國AD公司就已推出初期的MAC-150工業電腦，隨後美國IBM公司正式推出工業個人電腦IBM7532。由於IPC的性能可靠、軟體豐富、價格低廉，而在工業電腦中異軍突起，後來居上，應用日趨廣泛。目前，IPC已廣泛使用於通訊、工業自動化、醫療、環保、航空及人類生活各方面。